# Saint-Ciers-du-Taillon
Saint-Ciers-du-Taillon är en kommun i departementet Charente-Maritime i regionen Nouvelle-Aquitaine i västra Frankrike. Kommunen ligger  i kantonen Mirambeau som ligger i arrondissementet Jonzac. År 2022 hade Saint-Ciers-du-Taillon 575 invånare.

## Befolkningsutveckling
Antalet invånare i kommunen Saint-Ciers-du-Taillon
Referens:INSEE